# Spaniocentra bulbosa
Spaniocentra bulbosa är en fjärilsart som beskrevs av Holloway 1982. Spaniocentra bulbosa ingår i släktet Spaniocentra och familjen mätare. Inga underarter finns listade i Catalogue of Life.